# 約束の宇宙
『約束の宇宙』（やくそくのそら、原題：Proxima）は、2019年制作のフランス・ドイツのドラマ映画。監督はアリス・ウィンクール、出演はエヴァ・グリーンとマット・ディロンなど。女性宇宙飛行士の葛藤と親子の絆を描く。
撮影は欧州宇宙機関（ESA）の全面協力の下、ドイツ、ロシア、カザフスタンの宇宙関連施設で行われた。また、JAXA（宇宙航空研究開発機構）が本作に賛同して初めて洋画作品を後援する。
第67回サン・セバスティアン国際映画祭審査員特別賞受賞。

## キャスト
※括弧内は日本語吹替
- サラ: エヴァ・グリーン（魏涼子） - フランス人宇宙飛行士。シングルマザー。
- ステラ: ゼリー・ブーラン・レメル（岡田日花里） - サラの娘。
- マイク: マット・ディロン（藤真秀） - アメリカ人宇宙飛行士。
- ウェンディ: ザンドラ・ヒュラー（今泉葉子） - ステラを担当する女性職員。
- アントン: アレクセイ・ファテーエフ - ロシア人宇宙飛行士。
- トーマス: ラース・アイディンガー（ドイツ語版）（山本兼平） - サラの元夫。ステラの父。宇宙物理学者。
- 医師: グレゴワール・コラン

## 作品の評価
Rotten Tomatoesによれば、117件の評論のうち高評価は84%にあたる98件で、平均点は10点満点中7.1点、批評家の一致した見解は「『約束の宇宙』はそのテーマを伝えるのに苦労しているところもあるが、立派な目的とエヴァ・グリーンの主演としての力強い演技がそれを補って余りあるものとなっている。」となっている。
Metacriticによれば、20件の評論のうち、高評価は15件、賛否混在は5件、低評価はなく、平均点は100点満点中71点となっている。